# Коммессаджо
Коммессаджо (італ. Commessaggio) — муніципалітет в Італії, у регіоні Ломбардія, провінція Мантуя.
Коммессаджо розташоване на відстані близько 390 км на північний захід від Рима, 120 км на південний схід від Мілана, 25 км на південний захід від Мантуї.
Населення — 1125 осіб (2014).

## Демографія
Населення за роками:

Станом на 1 січня 2023 року в муніципалітеті офіційно проживало 77 іноземців з 14 країн, серед них 21 громадянин країн Євросоюзу та 4 громадяни України.

## Сусідні муніципалітети
- Гаццуоло
- Саббйонета
- Спінеда
- В'ядана

## Галерея зображень

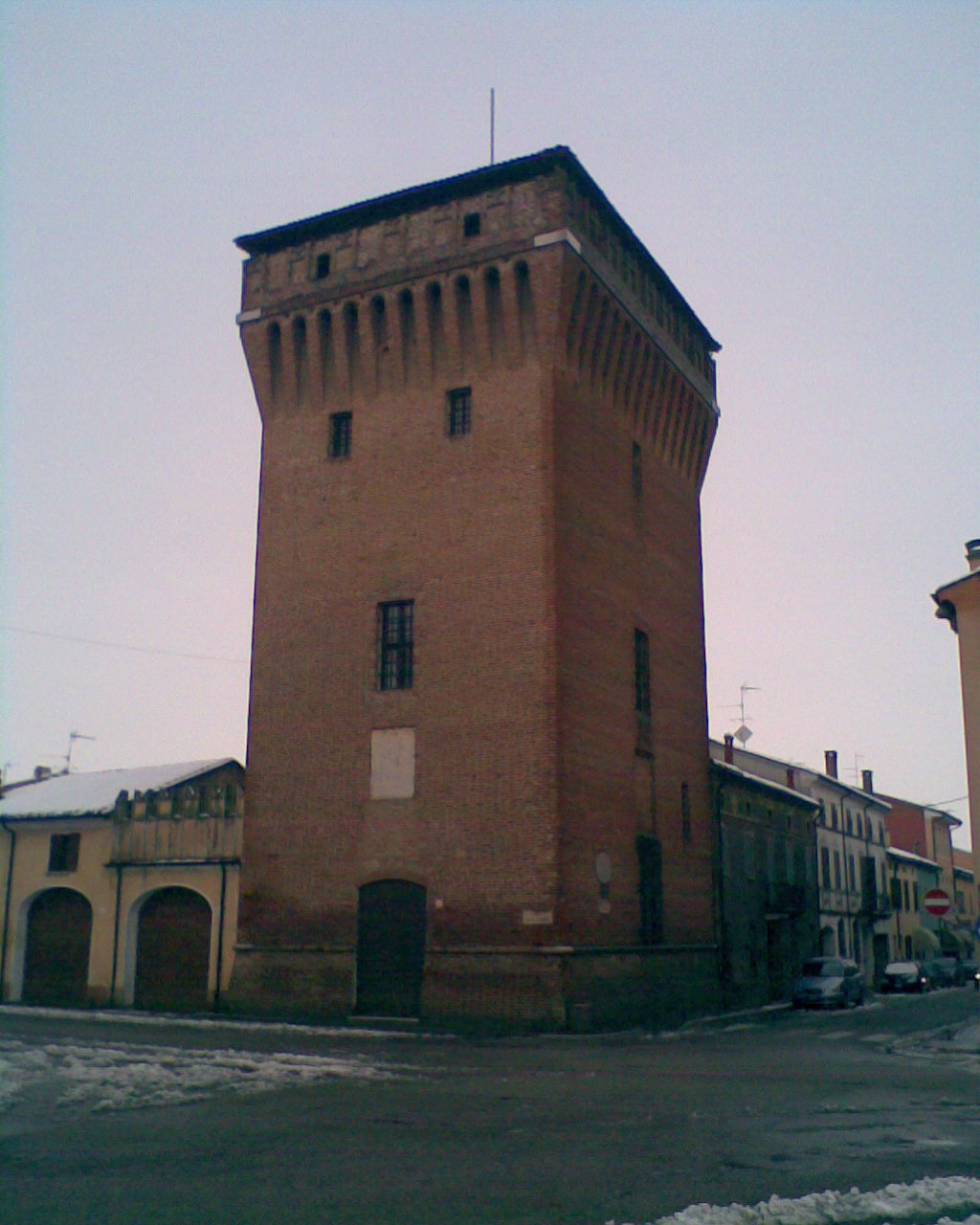
Torrazzo
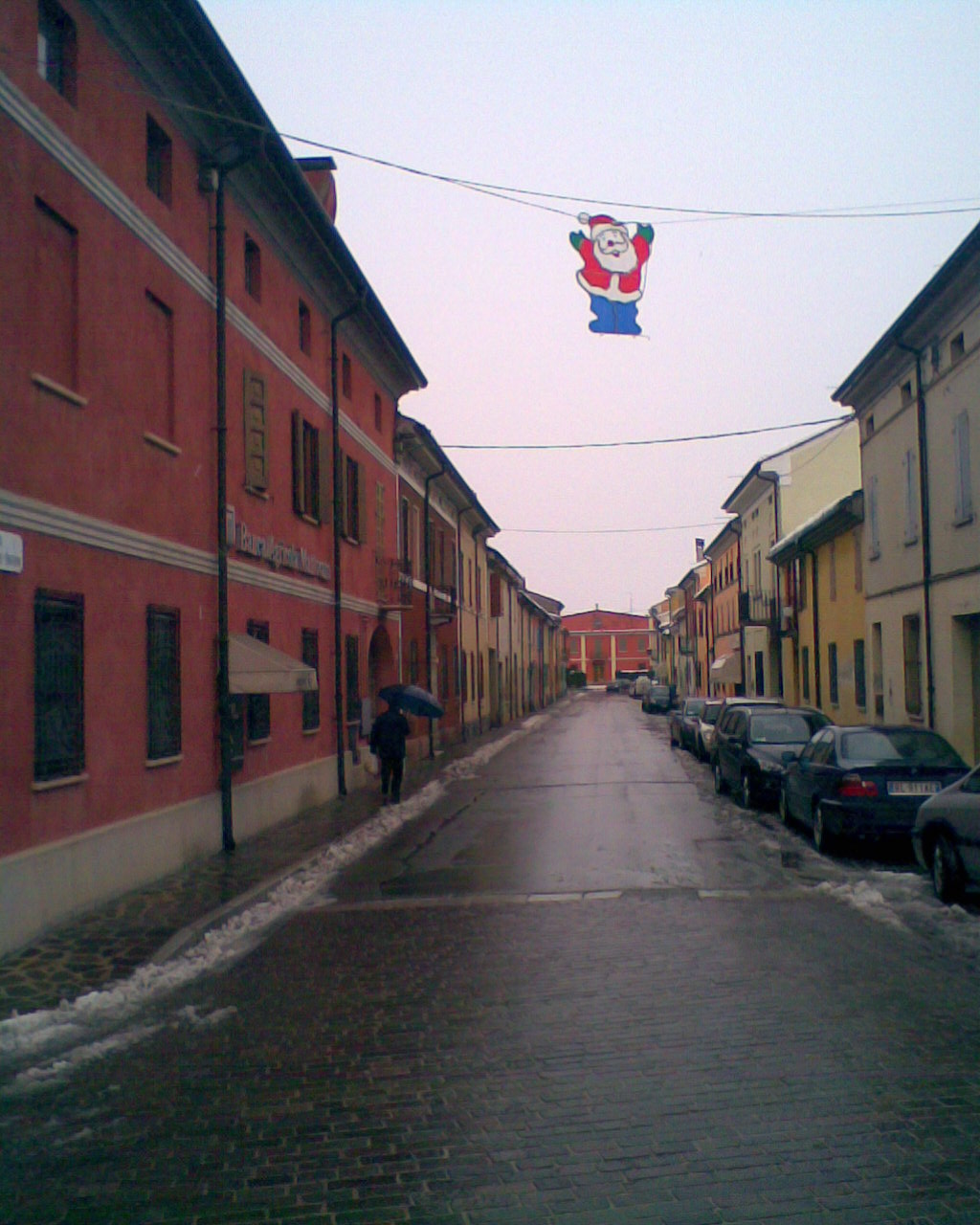
Via Alessandro Borrini
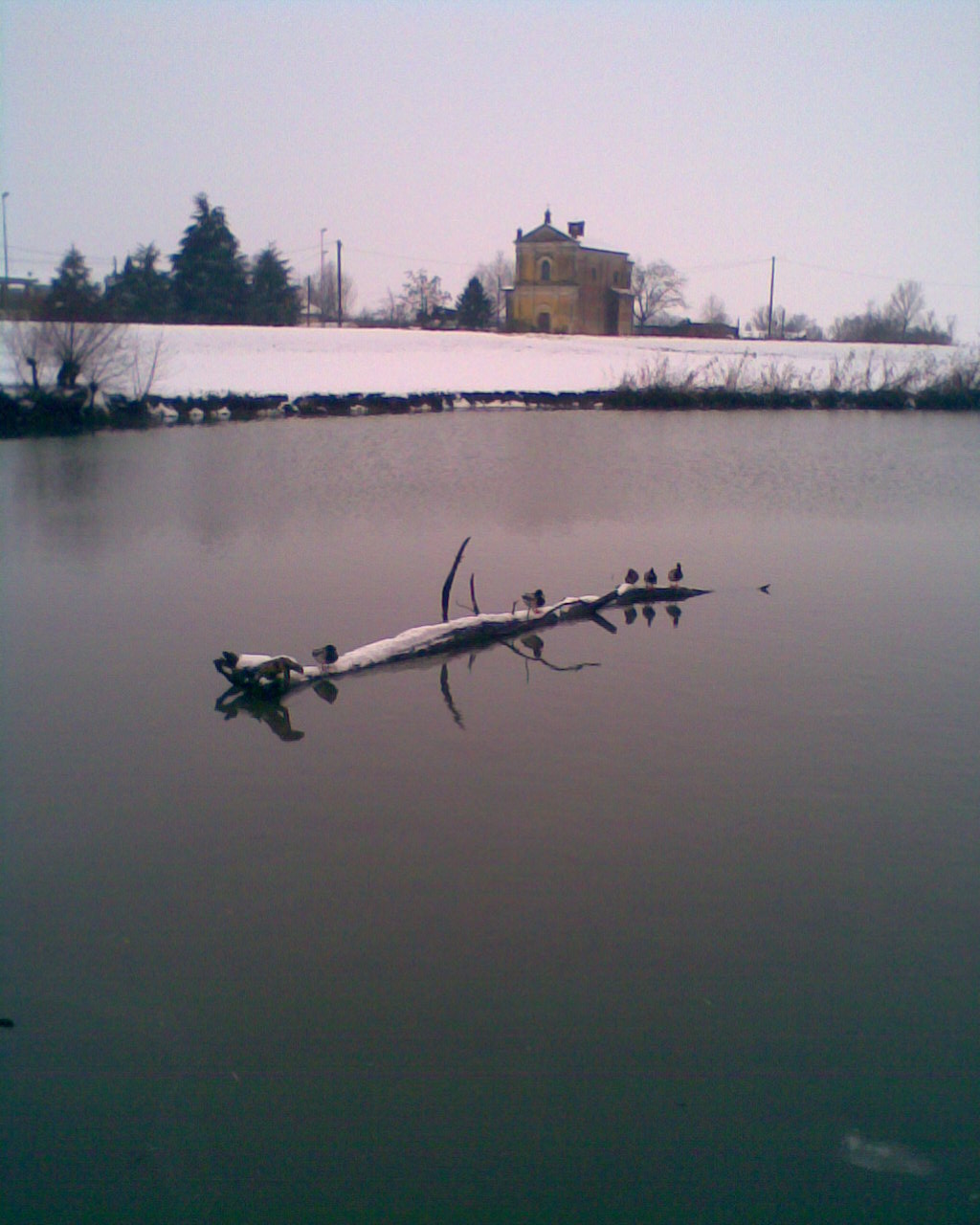
Canale Navarolo
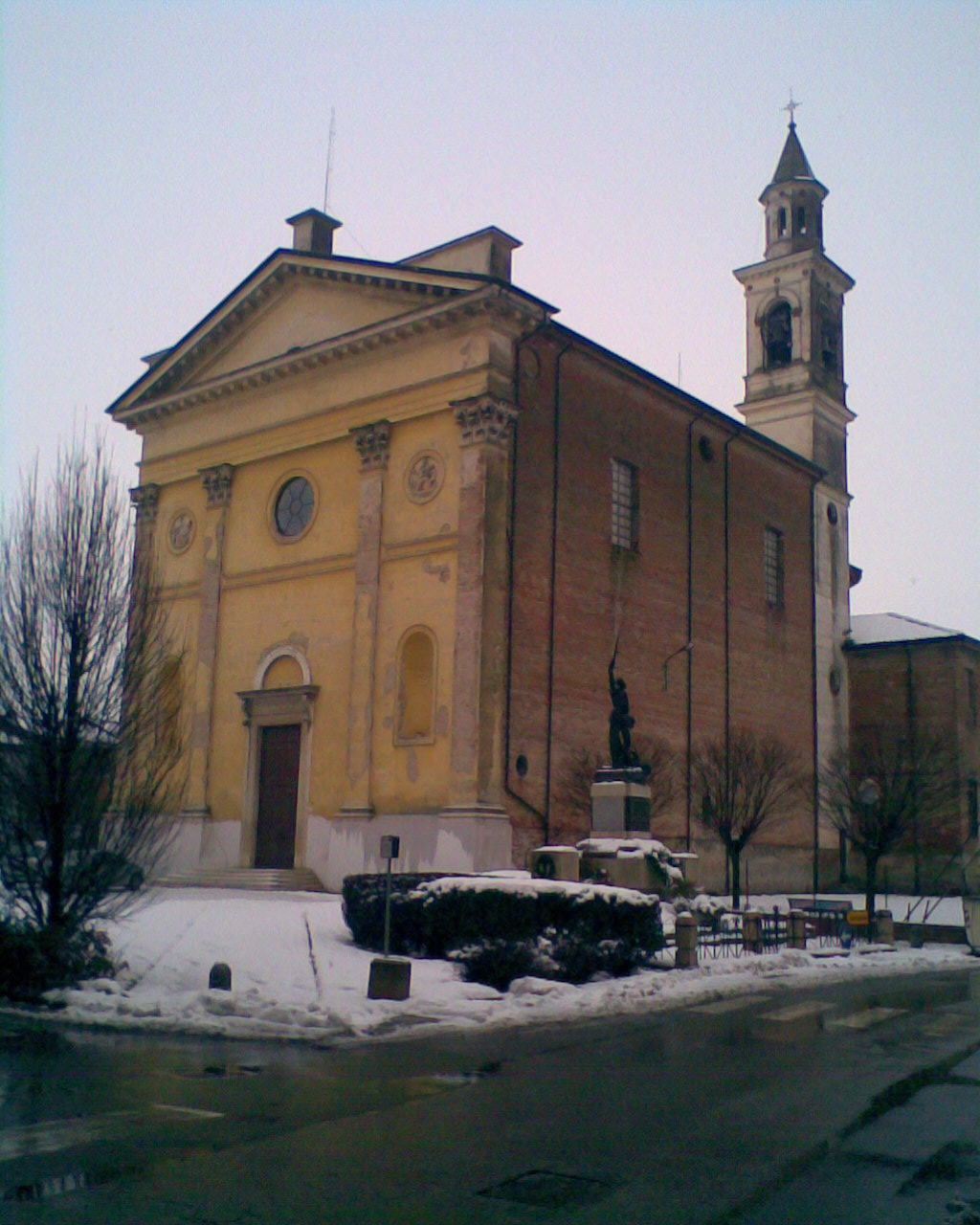
Chiesa